# ITT Inc.
ITT Inc. (tidigare International Telephone and Telegraph Corporation) är ett amerikanskt företag inom vattenteknik och försvarsindustrin. Det grundades ursprungligen som ett telefonbolag av de danska bröderna Hernand Behn och Sosthenes Behn.
Företaget är uppdelat i tre marknadsområden:
- Fluid Technology
- Defense Electronics & Services
- Motion & Flow Control

## Historia
Under några årtionden i mitten av 1900-talet spelade koncernen också en viss roll som delägare i Ericsson. ITT ägde även viss tid Standard Radio och Telefon och Stansaab.
Mellan 1961 och 1996 ägde de golfklubben Runaway Brook Golf Club/The International Club i Bolton, Massachusetts i USA.

### Harold Geneen
År 1959 tillträdde Harold S. Geneen som ordförande och VD och påbörjade ITT:s tid som konglomerat, under hans ledning köpte man upp mer än 350 olika bolag. Under visa perioder gjordes ett företagsköp i veckan. Det var en högst blanda samling bolag som köptes upp mellan 1960 och 1977, bolag som Sheraton, Avis, The Hartford och Continental Baking Company. Under samma tid så ökades omsättningen från 760 miljoner dollar till 17 miljarder dollar. Bland de mindre uppköpen som gjordes var den svenska pumptillverkaren Stenberg Flygt 1968.

### Delningen 1995
1995 delades ITT upp i tre separata bolag:
- ITT Corporation, Hotell och nöjesindustri
  - ITT och Cablevision Systems köpte 1994 inomhusarenan Madison Square Garden och idrottslagen New York Knicks (NBA) och New York Rangers (NHL) från Viacom för omkring 1,1 miljarder dollar.[8] Tre år senare köpte Cablevision ut ITT för 650 miljoner dollar.[9]
- ITT Hartford försäkringsbolag
- ITT Industries, samlar de tillverkningsföretag som fanns i ITT

### Avknoppning 2011
Under januari 2011 tillkännagav ITT Corporation sina planer på att avknoppa bolagets tre affärsområden som separata bolag. Vattenteknikbolagen bildade Xylem Inc., försvarsteknikbolagen bildade Exelis Inc. och de resterande industriteknikbolagen blev kvar under namnet ITT.